# Cordana pauciseptata
Cordana pauciseptata är en svampart som beskrevs av Preuss 1851. Cordana pauciseptata ingår i släktet Cordana, divisionen sporsäcksvampar och riket svampar.   Inga underarter finns listade i Catalogue of Life.